# Aldo Brancacci
Aldo Brancacci (* 19. Mai 1950 in Rom) ist ein italienischer Philosophiehistoriker auf dem Gebiet der antiken Philosophie.
Nach einem mit dem Diplom abgeschlossenen Studium des Klaviers erwarb Brancacci die Laurea in Philosophie bei Guido Calogero und Gabriele Giannantoni an der Universität La Sapienza, Rom. Danach war er wissenschaftlicher Mitarbeiter des Consiglio Nazionale delle Ricerche, zunächst am Centro di ricerche di storiografia filosofica, dann am Centro di studio del pensiero antico. Danach war er zunächst Professore associato für Storia del pensiero politico classico an der Universität Bari, dann Professore straordinario und seit 2004 Professore ordinario für Storia della filosofia antica an der Universität Tor Vergata in Rom. Zum 1. November 2020 ging er in den Ruhestand.
Brancacci arbeitet zum griechischen Redner Dion Chrysostomos und zur Philosophie der Kaiserzeit, zu Sokrates und zum kynischen Philosophen Antisthenes, zu Demokrit, zu Platon und zur Metaphysik des Aristoteles. Weitere Arbeiten widmete er der antiken Musikphilosophie von Damon bis Philodem und der Geschichte der Geschichtsschreibung der Philosophie.

## Schriften (Auswahl)
- Rhetorike Philosophousa. Dione Crisostomo nella cultura antica e bizantina. (Elenchos, 11). Bibliopolis, Neapel 1985, ISBN 88-7088-139-3.
- Oikeios Logos. La filosofia del linguaggio di Antistene. (Elenchos, 20). Bibliopolis, Neapel 1991.
  - Französische Übersetzung (durchgesehen und erweitert): Antisthène. Le discours propre. Traduit de l’italien par Sophie Aubert (Tradition de la pensée classique). Vrin, Paris 2005, ISBN 978-2-7116-1726-5. – Rezension von Annie Hourcade, Revue Philosophique de Louvain 104, 2006, S. 137–141 (online)
- (Hrsg.): La filosofia in età imperiale. Le scuole e le tradizioni filosofiche. Atti del colloquio, Roma, 17–19 giugno 1999. (Elenchos, 31). Bibliopolis, Neapel 2000. – Rezension von Marcelo Boeri, Bryn Mawr Classical Review 2001.08.19
- (Hrsg. mit Monique Dixsaut): Platon, source des présocratiques. (Bibliothèque d’histoire de la philosophie). Vrin, Paris 2002.
- (Hrsg.): Philosophy and Doxography in the Imperial Age. (Accademia toscana di scienze e lettere La Colombaria, Studi 228). Leo S. Olschki, Florenz 2005. – Rezension von John M. Dillon, Bryn Mawr Classical Review 2006.12.19
- (Hrsg. mit Pierre-Marie Morel): Democritus. Science, the Arts, and the Care of the Soul. Proceedings of the International Colloquium on Democritus, Paris, 18–20 September 2003. Brill, Leiden 2007. – Rezension von Robert Zaborowski, Bryn Mawr Classical Review 2007.10.28
- Musica e filosofia da Damone a Filodemo. Sette studi. (Accademia toscana di scienze e lettere La Colombaria, Studi 245). Leo S. Olschki, Florenz 2008.
- Studi di storiografia filosofica antica. (Accademia toscana di scienze e lettere. La Colombaria - Serie Studi 243). Leo S. Olschki, Florenz 2008. – Rezension von Daniel Hogg, Bryn Mawr Classical Review 2009.08.19
- (Mithrsg.): Aglaïa autour de Platon. Mélanges offerts à Monique Dixsaut. Textes réunis par Aldo Brancacci, Dimitri El Murr et Daniela Patrizia Taormina. Vrin, Paris 2010. – Bibliographische Notiz in: Revue Philosophique de Louvain 111, 2013, S. 202–203 (online)
- (Hrsg.): Méghiston agathón. La storiografia filosofica di Gabriele Giannantoni. Atti della giornata di studio (Roma, 30 novembre 2018). Diogene Multimedia, Bologna 2019.
- (Hrsg.): Guido Calogero, Le ragioni di Socrate. Mimesis edizioni, Sesto San Giovanni 2019.